# Ericsson Mobile Platforms
Ericsson Mobile Platforms AB var ett dotterbolag i Ericssonsfären, inriktat på utveckling och tillverkning av plattformar för mobiltelefoner. Plattformarna innebar att man bedrev fabrikslös halvledarproduktion, programvaruutveckling för inbyggda system och utformning av dokumentation och referensdesigner för mobiltelefoner. Det största kontoret fanns i Lund.
Till en följd av telekomkrisen i början av 2000-talet blev Ericsson Mobile Communications olönsamt och delades i två delar varav den ena delen slogs samman med Sony och bildade Sony Ericsson Mobile Communications med inriktining på produktutveckling av mobiltelefoner för konsumentmarknaden.
Den andra delen av Ericsson Mobile Communications bildade vid samma tillfälle plattformsbolaget Ericsson Mobile Platforms (EMP). Några av kunderna var Flextronics, HTC, LG, NEC, Sagem, Sharp och naturligtvis Sony Ericsson. Huvudfokus inom detta bolag kom att ligga på utveckling av en mobilplattform för tredje generationens mobiltelefoni, UMTS.
År 2004 hade EMP 14 olika kunder och 23 olika pågående projekt, 10 olika WCDMA/GPRS-telefoner samt 2 EDGE-telefoner och över 40 GPRS-telefoner hade lanserats på företagets plattformar. Företaget uppgav sig behärska 30% av världsmarknaden för telefoner med WCDMA (UMTS) genom att leverera plattformar till 6 av de viktigaste telefontillverkarna.
I slutet av 2004 avvecklades Ericsson Technology Licensing, och valda delar av företaget gick upp i Ericsson Mobile Platforms.
Den 3 oktober 2008 visade företaget upp en handhållen prototyp för LTE (fjärde generationens mobiltelefoni). Vid tillfället uppgavs att företaget beräknade ha denna teknologi på marknaden omkring år 2011.
Företaget existerade i 8 år, men den 12 februari 2009 meddelade Ericsson att bolaget Ericsson Mobile Platforms skulle slås samman med STMicroelectronics mobilplattformbolag ST-NXP Wireless, och därigenom bildades det nya samägda bolaget ST-Ericsson där Ericsson och ST Microelectronics ägde 50% vardera. Det samarbetet sprack år 2013 och utvecklingen av fullständiga mobiltelefonplattformar avslutades. En viss utveckling av modem för LTE överfördes till Ericsson Modems, som dock lades ner i slutet av 2014 och i och med det avvecklades även alla radiomodemprodukter.

## Produkter
Bolaget tog över de interna plattformar som funnits i det tidigare företaget Ericsson Mobile communications under namn som Sandra, Jane osv, och utvecklade en serie plattformar direkt knutna till vissa specifika radiostandarder:
| Plattform       | Introducerad | Arkitektur | Radiotyp                    | Användes i          | Ref                        |
| --------------- | ------------ | ---------- | --------------------------- | ------------------- | -------------------------- |
| G100            | ?            | A0         | GSM/GPRS                    |                     | [ 4 ] [ 11 ]               |
| G200 "Cobalt"   | ?            | A1         | GSM/GPRS                    |                     | [ 11 ]                     |
| G250            | ?            | A1         | GSM/GPRS                    |                     | [ 4 ]                      |
| G300 "Cerium"   | ?            | A1         | GSM/GPRS                    |                     | [ 11 ]                     |
| E100 "Copper"   | ?            | A1         | EDGE+GSM/GPRS               |                     | [ 11 ] [ 4 ]               |
| E150            | ?            | A1         | EDGE                        |                     | [ 4 ]                      |
| E200            | 2005         | A1         | EDGE+GSM/GPRS               |                     | [ 4 ]                      |
| U100 "Platinum" | 2002         | A1         | UMTS                        | Sony Ericsson Z1010 | [ 4 ] [ 12 ] [ 10 ] [ 11 ] |
| U250            | ?            | A1         | UMTS                        | Sony Ericsson K800  | [ 4 ] [ 10 ]               |
| U300            | 2006         | A2         | UMTS, EDGE, GSM/GPRS        |                     | [ 4 ]                      |
| U350/U360       | ?            | A2         | HSDPA, UMTS, EDGE, GSM/GPRS | Sony Ericsson Z750  | [ 4 ] [ 10 ]               |